# Таджицька депресія
Таджицька депресія — міжгірна западина , розташована між гірськими системами Гіссаро-Алая, Паміру і Гіндукушу . На заході облямована відрогами Гісарського хребта.
Пудмурів'я западини складено кристалічними породами докембрію, теригенно-карбонатними, вулканогенно-осадовими породами і інтрузивними палеозою-раннього тріасу . Осадовий чохол підрозділяється на два комплекси: нижній — платформний і верхній — орогенний. Нижній комплекс представлений строкатими континентальними, лагунними і морськими відкладеннями (1,5-4 км), що заповнили платформний прогин; верхній — червонокольорова моласа (від 3-4 до 6-8 км).
Структурний план депресії в мезокайнозої істотно не змінювався і значною мірою був визначений будовою фундаменту. На рубежі неогену і антропогену конседіментаційні прогини і підняття були дислоковані, виникла складна система складок і покривів Таджицької улоговини, виражених у рельєфі у вигляді гірських пасом.
У мезокайнозойському чохлі відомі нафтогазоносні горизонти, родовища природного газу, копалин вугілля, горючих сланців, кам'яної солі, будівельних матеріалів.